# Boges
Boges (en grec antic: Βόγης va ser governador persa d'Eion a Tràcia quan Xerxes I de Pèrsia va envair Grècia l'any 480 aC.
Va continuar en el càrrec fins al 476 aC quan els atenencs, dirigits per Cimó II, el van assetjar. Com que no podia defensar la ciutat i no es volia rendir, va matar a la seva dona, als seus fills i a tota la seva família i va incendiar la ciutat.Va morir en aquell incendi.